# Mars 1832

## Événements
- Troubles dans plusieurs villes du Languedoc.

- 1er mars, France : ouverture aux voyageurs de la ligne de chemin de fer par traction animale ligne Saint-Étienne - Andrézieu.

- 2 mars, France :
  - loi relative à la liste civile, fixée à 12 millions par an plus un million pour le prince royal, auxquels s’ajoutent les immeubles de la Couronne (le Louvre, les Tuileries, l'Élysée-Bourbon, les domaines de Versailles, Marly, Saint-Cloud, Meudon, Saint-Germain-en-Laye, Compiègne, Fontainebleau et Pau, les manufactures de Sèvres, des Gobelins et de Beauvais, les bois de Boulogne, de Vincennes et de Sénart et tous les biens composant l’apanage d’Orléans) et la dotation mobilière comprenant les pierreries, statues, tableaux et meubles des palais royaux et du garde-meuble de la Couronne;
  - émeute anti-russe liée aux événements de Pologne.

- 9 mars, France : on apprend, la nouvelle est erronée, à Paris que Varsovie serait tombée. La foule chante la Marseillaise sous les fenêtres de Pozzo di Borgo ambassadeur russe. Sébastiani qui est son ennemi personnel doit lui présenter les excuses du gouvernement.

- 11 au 13 mars, France : troubles à Grenoble.

- 12 mars, France : le 35e régiment de ligne, qui avait été requis par le préfet pour disperser des manifestants, est contraint de quitter Grenoble sous les huées de la population (« conduite de Grenoble »). En riposte, Casimir Perier dissout la Garde nationale de Grenoble et ramène le 35e de ligne dans la ville où il défile musique en tête.

- 15 mars, France : nouvelle préface de Victor Hugo pour le roman Le Dernier Jour d'un condamné.

- 16 mars, France : à Troyes, Claude Gueux est condamné à mort.

- 21 mars, France : loi sur le recrutement militaire et la formation de l'armée. La loi Soult impose un service militaire de sept années. L’armée est constituée d’appelés incorporés et de conscrits formant la réserve.

- 22 mars, France : début de l’épidémie de choléra à Paris : 18 500 morts de mars à septembre.

- 24 mars, France : nouvelle préface de Victor Hugo pour la réédition, chez Renduel, de Bug-Jargal.

- 27 mars : occupation de Bône par les Français.

## Naissances
- 1er mars : Alexander Strauch zoologiste russe († 14 août 1893).
- 12 mars : Charles Friedel (mort en 1899), minéralogiste et chimiste français.
- 25 mars : Charles Altamont Doyle, peintre britannique († 10 octobre 1893).
- 26 mars : Michel Bréal, linguiste français († 1915).

## Décès
- 4 mars : Jean-François Champollion (né en 1790), égyptologue français, déchiffreur des hiéroglyphes.
- 22 mars : Johann Wolfgang von Goethe (né en 1749), écrivain et homme d'État allemand, fortement intéressé par les sciences, notamment l'optique, la géologie et la botanique.
- 28 mars : Ernst Friedrich von Schlotheim (né en 1764), paléontologue allemand.
- 30 mars : Stephen Groombridge (né en 1755), astronome britannique.